# Летопалена
Летопалена (итал. Lettopalena) је насеље у Италији у округу Кјети, региону Абруцо.
Према процени из 2011. у насељу је живело 362 становника. Насеље се налази на надморској висини од 669 м.

## Становништво
Према резултатима пописа становништва 2011. у општини је живело 365 становника.
| 1931. | 1936. | 1951. | 1961. | 1971. | 1981. | 1991. | 2001. | 2011. |
| ----- | ----- | ----- | ----- | ----- | ----- | ----- | ----- | ----- |
| 1.070 | 956   | 904   | 584   | 460   | 449   | 449   | 409   | 365   |